# Worship and Tribute
Worship and Tribute è il secondo album in studio del gruppo musicale statunitense Glassjaw, pubblicato nel 2002.

## Tracce
Musiche dei Glassjaw; testi di Daryl Palumbo.

1. Tip Your Bartender – 2:59
2. Mu Empire – 3:44
3. Cosmopolitan Bloodloss – 3:04
4. Ape Dos Mil – 5:03
5. Pink Roses – 2:56
6. Must've Run All Day – 4:53
7. Stuck Pig – 3:23
8. Radio Cambodia – 2:55
9. The Gillette Cavalcade of Sports – 5:56
10. Trailer Park Jesus – 4:30
11. Two Tabs of Mescaline – 8:18 – Il brano "Two Tabs of Mescaline" dura 6:12. Dopo 1 minuto e mezzo di silenzio (6:12 - 7:42), inizia una traccia nascosta senza titolo.
12. El Mark (Japanese Bonus track) – 3:39

## Formazione
- Daryl Palumbo – voce
- Justin Beck – chitarra, basso
- Todd Weinstock – chitarra
- Shannon Larkin – batteria
- Larry Gorman – cori